# 結城昭康
結城 昭康(ゆうき てるやす、1936年5月8日 - 1991年5月2日)は、福岡県出身の元ラグビー選手、ラグビー指導者。元ラグビー日本代表選手。キャップ１。主なポジションはプロップ(Pro.)。

## 来歴
1955年（昭和30年）修猷館高校卒業。その後早稲田大学へ進学し、ラグビー部へ入部した。
1959年、オックスフォード大学とケンブリッジ大学の連合チーム・オックスブリッジ戦に出場し、キャップ１を獲得した。
1966年度シーズンに早稲田大学の監督を務め、藤本忠正を主将に据え、第3回全国大学ラグビーフットボール選手権大会で優勝をもたらした。

## 逸話
- 修猷館高校入学後、最初に野球部に入ったが、上級生を殴ったため退部し、ラグビー部へ入部した。
- レギュラー選手となった後、卒業後コーチ・監督を務めた[3]。
- 早稲田大学卒業後、コーチ時代に試合中に審判をしていたが、早稲田チームがあまりにタックルをしないのに腹を立て、審判である自分が相手チームの選手にタックルした。